# Heinz Siebert
Heinz Siebert (1925.  augusztus 2. – 2017. július 4.) német nemzetközi labdarúgó-játékvezető.

## Pályafutása
1950-ben tett játékvezetői vizsgát. 1955-ben kezdett mérkőzéseket vezetni. A Bundesliga első osztályának a kezdetektől, 1963-tól a játékvezetője volt egészen 1971-ig. Összesen 44 találkozót irányított. 1968 és 1970 között nemzetközi játékvezető volt és három barátságos FIFA-mérkőzést vezetett.
1970-ben vonult vissza.

## Statisztika

### Nemzetközi válogatott mérkőzései
| #  | Dátum              | Helyszín                         | Hazai      | Eredmény | Vendég    | Kiírás     | Gólok | Esemény |
| -- | ------------------ | -------------------------------- | ---------- | -------- | --------- | ---------- | ----- | ------- |
| 1. | 1968. november 20. | Koppenhága, Idrætsparken Stadion | Dánia      | 5 – 1    | Luxemburg | barátságos | -     |         |
| 2. | 1969. május 1.     | Malmö, Malmö Stadion             | Svédország | 1 – 0    | Mexikó    | barátságos | -     |         |
| 3. | 1970. január 14.   | London, Wembley Stadion          | Anglia     | 0 – 0    | Hollandia | barátságos | -     |         |
|    | Összesen           |                                  |            | 3        | mérkőzés  |            |       |         |